# Archives de Dryton et d'Apollonia
Les archives de Dryton et d'Apollonia sont constituées de fragments de 40 papyrus écrits en koinè (une forme de grec ancien) et en démotique (un système d'écriture de l'égyptien courant), entre 150 et 99 av. J.-C. Ces archives contiennent des testaments, des transactions financières et des actes de divorce de la famille de Dryton, qui vivait dans la Thébaïde, plus précisément dans les villes de Ptolemaïs et de Pathyris (au temps de l'Égypte ptolémaïque).
Actuellement, ces documents sont dispersés dans des collections de musées aux États-Unis, en Angleterre, en France, en Allemagne et en Égypte. Ils constituent un corpus unique pour les historiens, puisque ces documents témoignent de la vie quotidienne d'une famille dans le royaume lagide, un type de source très rare pour la période antique.

## Contenu
Les documents alternent entre deux langues, de telle sorte que les historiens avancent que l’ensemble du ménage est bilingue. Dryton est officier de cavalerie à Ptolemaïs, une ville grecque de Haute-Égypte. Il était marié à Sarapias dont il avait un fils, Esthladas. Ils ont divorcé, et Dryton a emmené son fils avec lui lors de son transfert à Pathyris vers 152 av. J.-C. C'est là qu'il a rencontré sa deuxième épouse, Apollonia, également connue sous le nom égyptien de Senmonthis, probablement adolescente à ce moment-là. Il était alors âgé d'environ cinquante ans. Dryton semble avoir développé un style de vie « à l'égyptienne » vers la fin de sa vie, après son mariage avec Apollonia. Esthladas apparaît avoir suivi les traces de son père et gagne sa vie en tant que soldat professionnel, et en tant que propriétaire de terres. Il semble s'être adapté à un mode de vie égyptien, et maîtrise parfaitement l'égyptien démotique et le grec, ce qui est attesté dans de nombreux documents plus récents qui le concernent spécifiquement. Il a hérité de la majorité des terres et des biens de son père au décès de celui-ci, mais a partagé une partie de ces terres avec sa belle-mère et ses demi-sœurs.
Ceux qui étudient ces archives se concentrent également sur les relations entre la mère et les cinq filles (nom grec accompagné du nom égyptien : Apollonia/Senmouthis, Aristo/Semonthis, Aphrodisia/Akhratis, Nikarion/Thermouthis, Apollonia la jeune/Senpelaia) afin de mieux comprendre la répartition des rôles dans les familles grecques et égyptiennes. Dans le dernier testament de Dryton, établi en 126, il déclare que : 

« [...] Et à ma femme Apollonia également appelée Senmonthis, si elle reste à la maison et qu’elle est irréprochable, [mes enfants] lui donneront tous les mois pendant quatre ans pour ses besoins et ceux de ses deux filles, deux artabs de blé, 1/12 de croton et 200 drachmes de cuivre. Quelle que soit la propriété que Senmonthis a manifestement acquise pour elle-même en étant mariée à Dryton, elle en garde la possession [...] »

En plus de garder possession de la terre, Apollonia fait aussi des prêts d’argent, ce qui est attesté dans un certain nombre de documents qui enregistrent des transactions financières. Aucune de ses cinq filles n'a été abandonnée (l'exposition est une pratique courante en Grèce antique) et elles ont toutes été élevées conformément à la coutume égyptienne, qui ne pratique pas l'infanticide ou l'abandon, peu importe le sexe de l'enfant ou les conditions économiques du foyer. Ce testament attribue également à leurs filles une petite partie de la succession. Il pourvoit aussi aux dots d'Aristo et Aphrodisia. À ce moment-là, sa première fille, Apollonia, semble avoir été mariée. Elle n'a donc pas reçu d'argent supplémentaire. Nikarion et Apollonia la jeune n'étaient que des enfants et une somme d'argent devait dès lors leur être versée jusqu'à ce qu'elles atteignent l'âge de 17 ou 18 ans. Dans l’ensemble, il apparaît que ce testament est assez classique pour un citoyen grec de la période hellénistique.